# آرتور بیلی (بازیکن فوتبال)
آرتور بیلی (انگلیسی: Arthur Bailey; ۱۱ ژانویهٔ ۱۹۱۱ – ۲۰۰۶ (۹۴−۹۵ سال)) بازیکن فوتبال بود.
از باشگاه‌هایی که در آن بازی کرده‌است می‌توان به باشگاه فوتبال شروزبری تاون اشاره کرد.